# Torfowisko Młodno
Torfowisko Młodno este o arie protejată (sit de importanță comunitară — SCI) din Polonia întinsă pe o suprafață de 239,36 ha, integral pe uscat.

## Localizare
Centrul sitului Torfowisko Młodno este situat la coordonatele 52°07′29″N 14°46′49″E / 52.1248°N 14.7803°E.

## Înființare
Situl Torfowisko Młodno a fost declarat sit de importanță comunitară în aprilie 2004 pentru a proteja 3 specii de animale.

## Biodiversitate
Situată în ecoregiunea continentală, aria protejată conține 4 habitate naturale: Pajiști cu Molinia pe soluri calcaroase, turboase sau argilos-nămoloase (Molinion caeruleae), Fânețe de joasă altitudine (Alopecurus pratensis, Sanguisorba officinalis), Mlaștini alcaline, Păduri aluvionare cu Alnus glutinosa și Fraxinus excelsior (Alno-Padion, Alnion incanae, Salicion albae).
La baza desemnării sitului se află mai multe specii protejate:
- amfibieni (2): buhai de baltă cu burta roșie (Bombina bombina), triton cu creastă (Triturus cristatus)
- reptile (1): țestoasa de baltă (Emys orbicularis)